# Маслуха
Маслуха (устар. Масловка) — небольшая река в России, протекает по Верхнеландеховскому району Ивановской области. Левый приток реки Ландех. Не судоходна. Длина реки составляет около 10 км.
Берёт начало из заболоченного озера у деревни Язвицы и течёт на северо-запад. Минует поселения Мальяново, Овчинники, Гаринская, Старая Даниловская и впадает в Ландех на высоте 100 м над уровнем моря.
Код Государственного водного реестра — 09010301112199000000450.